# Мис Барроу
71°23′ пн. ш. 156°12′ зх. д. / 71.383° пн. ш. 156.200° зх. д.
Мис Ба́рроу — мис в Північній Америці, крайня північна точка Аляски (71° 23' пн. ш. і 156° 12' зх. д.). Меридіан Барроу є умовною межею між Чукотським та Бофорта морями.